# Литлпорт (станция)
Железнодорожная станция Литлпорт (англ. Littleport railway station) — железнодорожная станция в деревне Литлпорт (графство Кембриджшир, регион Восточная Англия). Находится на Линии Фен, проходящей от станции Кембридж до станции Кингс-Линн, которая электрифицирована, посредством воздушной контактной подвески, переменным током 25 кВ.

## Обслуживаемые направления и маршруты
Через станцию проходят и на ней, соответственно, останавливаются поезда двух операторов:
- Great Northern обслуживает маршрут от лондонского вокзала Кингс-Кросс до станции Кингс-Линн. Имеются два поезда в час по Линии Фен: один до станции Кингс-Линн и один укороченный, до станции Или (за исключением ранних утренних часов, когда поезда следуют только до/от Или)[1]. Маршрут обслуживается электропоездами типов Class 365 (или, иногда, Class 317). Начиная с мая 2017 года эти поезда заменяются электропоездами типа Class 387s[2][3].
- Greater Anglia обслуживает станцию ограниченным числом поездов. По будним дням в утренние часы пик через станцию проходят два поезда до Лондона (вокзал Ливерпуль-стрит), которые следуют со станции Кингс-Линн. В обратном направлении в вечерние часы пик через Даунем-Маркет также идут три поезда, следующие до Кингс-Линн[4]. В субботу и воскресенье по этому маршруту движения нет. Маршрут обслуживается электропоездами типов Class 317 и Class 379[5].